# Ivan Zorman (kulturnik)
Ivan Zorman, slovenski kulturni delavec in likovni kritik, * 29. julij 1889, Ljubljana, † 14. september 1969, Ljubljana.

## Življenje in delo
Zorman je sprva v Parizu študiral slikarstvo, od 1909 dalje pa na praški Tehniški visoki šoli arhitekturo. Leta 1914 se je vrnil domov in prevzel skrb nad družinskim imetjem. Bil je med ustanovitelji Narodne galerije v Ljubljani, od 1918 njen upravnik in do upokojitve 1950 ravnatelj. Vodil je preureditev Narodnega doma za potrebe Narodne galerije in preselitev (1925), skrbel za stalno dopolnjevanje zbirke, za razstave in predavanja, izlete s strokovnim vodstvom.
Zorman je pisal predvsem o likovni umetnosti. Ocenil je vrsto razstav. Tesno je bil povezan s sodobno slovensko umetnostjo in sploh kulturnimi krogi v Ljubljani. Široka razgledanost mu je omogočala, da je bil večkrat mentor, gmotna trdnost pa tudi mecen umetnikom (npr. Ivanu Cankarju). 